# Hellberge (Altmark)
Die Hellberge (auch Zichtauer Berge oder Altmärkische Schweiz genannt) im sachsen-anhaltischen Altmarkkreis Salzwedel sind ein bis 159,9 m ü. NHN hoher Höhenzug der Altmark.
Der Name Hell leitet sich aus einer ursprünglichen Bezeichnung des Wortes schräg bzw. hängig her. Das Gebiet ist Bestandteil der naturräumlichen Haupteinheitengruppe Wendland und Altmark.

## Geographische Lage
Der Höhenzug erstreckt sich in der westlichen Altmark nordwestlich der Stadt Gardelegen zwischen den Ortschaften Breitenfeld, Estedt, Schwiesau, Wiepke und Zichtau. Er befindet sich westlich des Abschnitts Gardelegen–Salzwedel der Bundesstraße 71. Die höchste Erhebung der Hellberge ist der Lange Berg (159,9 m). Zu den weiteren Hügeln gehören der Stakenberg (148,3 m) und der Mönchenberg (121,4 m).

## Geschichte

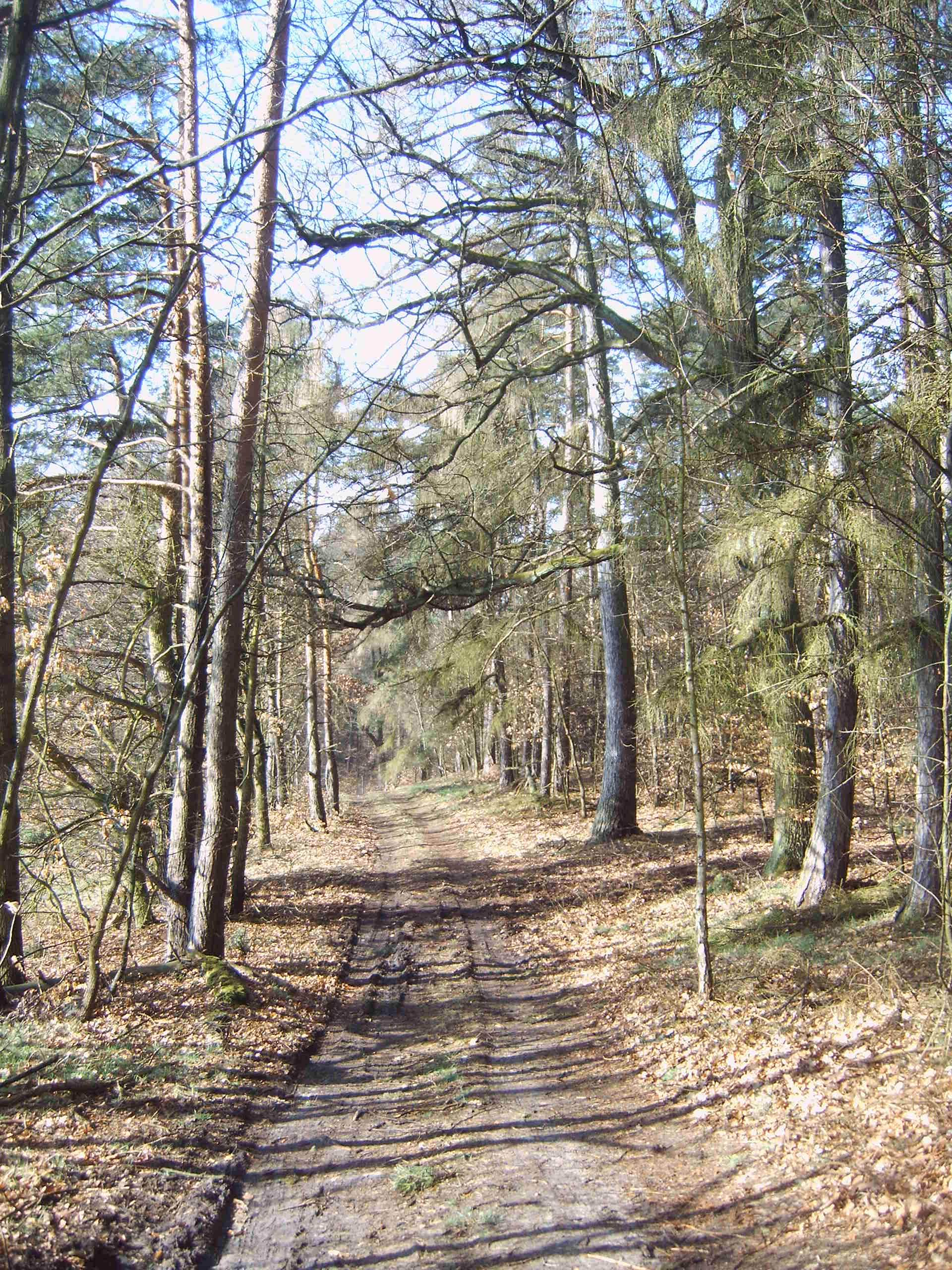
Weg in den Hellbergen, nördlich von Zichtau

### Entstehung
Die Hellberge entstanden in der Saaleeiszeit vor etwa 120.000 Jahren. Große Gletscher schoben Geröllmassen bis hierher und hinterließen eine Endmoränenlandschaft. Es können drei Eisrandlagen in den Hellbergen nachgewiesen werden. Das Schmelzwasser der Gletscher verursachte verhältnismäßig tiefe Täler. Es entstanden so die für norddeutsche Verhältnisse ungewöhnlichen Höhenunterschiede von etwa 130 Metern zwischen der östlich fließenden Milde bei Wiepke (30 m) und dem Langen Berg (159,9 m).
In der Umgebung von Wiepke und Zichtau drückten die Gletscher unter anderem auch tiefer liegende Bodenschichten aus dem Tertiär an die Oberfläche, so dass dort Mergel vorkommt. Darüber hinaus finden sich auf Grund der eiszeitlichen Entstehung auch viele Findlinge aus Granit.

### Besiedlung
Erste Spuren menschlicher Besiedlung rühren aus dem Zeitraum der Steinzeit. Die Hellberge waren zu diesem Zeitpunkt bewaldet, wobei auf den Hügeln vorwiegend Stieleiche und Sandbirke, in den Tälern eher Rotbuche und Hainbuche vorgekommen sein dürften.
Bereits im Mittelalter erfolgte ein intensiver Raubbau am Wald, so dass die Hellberge im 15. Jahrhundert durch eine Steppenlandschaft geprägt waren. Dominierende Pflanzen waren verschiedene Ginsterarten, Besenheide, Gräser, Birken sowie einzelne Buchen und Eichen.
1817 begann der Amtmann Johann Solbrig aus Zichtau mit der Wiederaufforstung der Hellberge, die heute wieder bewaldet sind. Auf den Hügeln dominieren Kiefern, in den Tälern vor allem Eschen, Erlen, Eichen und Rotbuchen.
1964 wurden die Hellberge Teil des Landschaftsschutzgebietes Zichtauer Berge – Klötzer Forst.

## Pflanzen
Neben den vorstehend benannten Bäumen kommen auch Ackerfilzkraut, Adlerfarn, Bärlapp, Besenheide, Breitblättriger Merk, Ginster, Rankender Lerchensporn, Sand-Strohblume und Tüpfelfarn vor. Die Hellberge sind ebenso für ihre vielen Pilze und Heidelbeeren bekannt.

## Tiere
Im Gebiet der Hellberge leben viele zum Teil seltene Tierarten wie Wolf, Buntspecht, Grünspecht, Schwarzspecht, Hohltaube, Turteltaube, Neuntöter, Nördlicher Raubwürger, Ziegenmelker, Waldeidechse, Zauneidechse, Feuersalamander, Kammmolch, Teichmolch, Kreuzkröte, Europäischer Laubfrosch, Moorfrosch, Hirschkäfer und Ödlandschrecke.

## Naturdenkmale

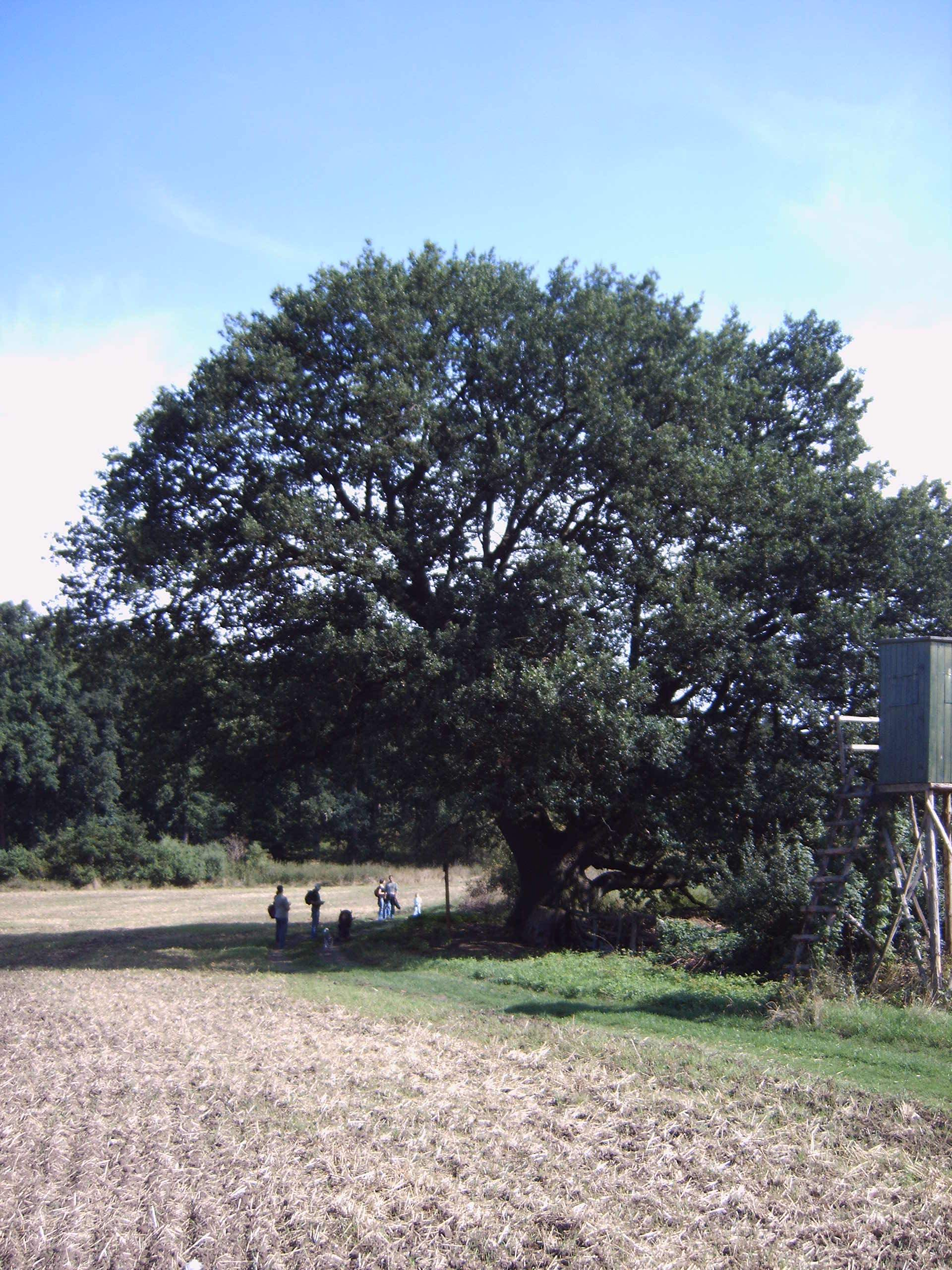
Ferchel-Eiche

In den Hellbergen stehen insgesamt 16 Naturdenkmale unter besonderem Schutz, so zum Beispiel die Ferchel-Eiche des im 18. Jahrhundert aufgegebenen Ortes Ferchel. Eine weitere Besonderheit ist das Quellmoor des Wiepker Bachs, die Elf Quellen. Nördlich des Dorfes Zichtau befindet sich die zwischenzeitlich abgestorbene Zichtauer Eiche, der ein Alter von 1000 Jahren nachgesagt wurde.

## Tourismus
Das Gebiet ist für Wanderer und Radwanderer durch Wege erschlossen. Auch Reittouristik und Kremserfahrten werden angeboten. In den umliegenden Dörfern und Städten befinden sich kleine Hotels und Pensionen.
Seit Oktober 2022 ist der Wanderweg Auf Solbrigs Spuren – Zum Stakenberg, ein knapp sechs Kilometer langer Wanderweg, als zertifizierter Qualitätsweg des Deutschen Wanderverbandes anerkannt. Auf dem nach Johann Solbrig benannten Weg liegen u. a. eine Wassertretstelle, das Gut Zichtau, das Waldbad Zichtau sowie die Ochsenkeller-Schlucht mit dem Blick auf den Stakenberg.